# Конрад II Шенк фон Лимпург
Конрад II Шенк фон Лимпург (на немски: Konrad II Schenk von Limpurg; * пр. 1333; † 17 април 1376) е наследствен имперски шенк на Лимпург до Швебиш Хал, господар на Гайлдорф в Баден-Вюртемберг.

## Произход
Той е син на Фридрих II Шенк фон Лимпург († 1333) и съпругата му Мехтилд фон Рехберг († 1336), дъщеря на Албрехт I фон Рехберг, фогт на Хоенрехберг († 1324/1326) и Аделхайд фон Кирхберг († сл. 1305). Внук е на Фридрих I Шенк фон Лимпург († 1320) и Мехтилд фон Дилсберг-Дюрн († сл. 1292). Брат е на Албрехт I Шенк фон Лимпург († 1374), женен за Елизабет фон Тюбинген († 1404), Рудолф фон Лимпург († 1373) и Мехтхилд фон Лимпург († сл. 1355), омъжена ок. 1355 г. за граф Албрехт II фон Льовенщайн-Шенкенберг († 1382).
Конрад II Шенк фон Лимпург-Гайлдорф умира на 17 април 1376 г. и е погребан в Комбург.

## Фамилия
Конрад II Шенк фон Лимпург се жени 1359 г. за Ида/Ита фон Вайнсберг (* пр. 1359; † сл. 1398/16 май 1412), дъщеря на граф Енгелхард VII фон Вайнсберг († 1377) и Хедвиг фон Ербах-Ербах († сл. 1345). Те имат 4 деца:
- Фридрих III Шенк фон Лимпург († 7 или 8 ноември 1414), шенк на Лимпург, женен 1394 г. за Елизабет фон Хоенлое-Шпекфелд († 1445)
- Конрад III фон Лимпург († сл. 1389)
- Албрехт фон Лимпург († пр. 21 декември 1391)
- Мехтилд фон Лимпург (* пр. 1380; † пр. 1441), омъжена пр. 11 ноември 1382 г. за граф Рудолф II фон Зулц († сл. 20 ноември 1431), син на Рудолф I фон Зулц († 1406) и Анна фон Валдбург († 1385 или 1406)